# Паросля
Паросля (пол. Parośla Pierwsza, «Паросля Перша») — колишня польська колонія на Волині. За сучасним адміністративно-територіальним поділом України знаходилася у Володимирецькій громаді Вараського району Рівненської області. За адміністративно-територіальним поділом довоєнної Польщі знаходилася у громаді Крушево гміни Антонівка над Горинню Сарненського повіту Волинського воєводства.
Складалася з 26 садиб, у яких мешкало загалом близько 130 осіб.
Припинила своє існування у роки Другої світової війни.

## Вбивство населення Парослі
Уранці 8 (за іншими даними 9 або 10) лютого 1943 року до Парослі увійшла група осіб, які представилися радянськими партизанами та вимагали надати їм їжу. У садибах мешканців розмістилися по кілька (кільканадцять) прибульців. Навколо колонії було виставлено охорону, яка мала затримувати будь-яких випадкових перехожих.
Згодом прибульці запропонували мешканцям зв'язати їх, щоб убезпечити від можливої німецької помсти. Після того, як це було здійснено, зв'язаних мешканців було вбито.

## Особи нападників на Парослю

### Спогади радянських партизанів

#### Спогади Юзефа Собесяка
У спогадах колишнього польського червоного партизана Юзефа Собесяка з бригади Антона Бринського—"Дяді Петі", написаних у співавторстві з письменником Ришардом Єгоровим, вказується, що
однієї лютневої ночі у 1943 року партизани Бринського побачили на сході «криваве сяйво», яке сприйняли за напад німців на Гуту Степанську. Наступного дня у партизанському таборі з'явилися двоє місцевих селян — «свідки вчорашньої трагедії». Зі слів селян, за два дні до того у Парослю прибув озброєний загін, «одягнуті були переважно у цивільне, деякі мали на собі радянські мундири та плащі, а на кашкетах і хутряних шапках червоні зірки». Вони розквартирувалися по хатах, а наступного дня закликали всіх мешканців зібратися перед школою.
Коли люди прийшли, то на шапках прибульців «замість червоних зірок тепер були металеві знаки тризуба».
Зі словами «стрільці, різати ляхів!» людей почали рубати сокирами, а в тих, хто намагався втекти, стріляли з кулеметів та іншої зброї. Потім нападники повантажили майно мешканців на вози, забрали худобу, підпалили колонію з двох боків та рушили до лісу.
Після прибуття до Парослі, Собесяк з'ясував, що нападників було від 50 до понад 200, і озброєні вони були німецькими кулеметами та карабінами.
Загін червоних партизанів рушив у погоню і за кілька годин натрапив на табір незнайомців і захопив одного з них у полон. За словами полоненого, нападники прийшли з Колків, їхнім командиром є «сотник Гриць», а знищити людей у Парослі начебто «сказали попи і комендант Конотопчук». Також у складі загону був присутній «німецький обер-лейтенант Фішер».
Після допиту полоненого, партизани Собесяка напали на табір, відбили худобу, кілька возів з речами та вбили 12 нападників. Решті вдалося втекти.
Напад на Парослю Собесяк приписує бандерівцям. Однак його книга написана вже після війни у публіцистичній формі, доволі прорадянському дусі та містить багато неточностей.

#### Спогади Антона Бринського
Антон Бринський, у складі бригади якого у 1943 році воював Юзеф Собесяк, у своїх спогадах описував обставини нападу на Парослю так:"В Домбровицькому, Висоцькому, Володимирецькому та інших районах діяли так звані бульбівці. Користуючись підтримкою фашистських властей та називаючи себе борцями за народ, вони роздмухували національну ворожнечу, закликали до поголівного винищення польського населення (а його у цих місцях було чимало) і вже починали різанину.
У селі Поросня Володимирецького району вони зарубали сто вісімдесят чоловік, у селі Сохи Дубровицького району вирізали тридцять сімей — і це були не одиничні випадки. Польські націоналісти платили тією ж монетою".

#### Спогади Петра Вершигори та Івана Бережного
У своїх спогадах 1947 року один з командирів з'єднання Ковпака Петро Вершигора описував, що на початку лютого 1943 року його загін перебував у селі Степангород, розташованому приблизно у сорока кілометрах на північ від Парослі. Наступного дня роздвідники Вершигори повідомили, що «сьогодні уночі в одне з невеликих польських сіл, лісовий хутірець у тридцять хат, увірвалася група з півсотні озброєних людей. Незнайомці оточили село, виставили пости, а потім почали підряд ходити з хати у хату та знищувати мешканців. Не розстріл, не страта, а звіряче винищення. Не пострілами, а дубовими кілками по голові, сокирами. Усіх — чоловіків, старих, жінок, дітей. Потім, певно сп'янівши від крові та безглуздого вбивства, почали катувати своїх жертв. Різали, кололи, душили». Свідками події стали радянські партизани, які пострілами змусили нападників утекти.
За поясненнями, які наводить Вершигора, керівником нападників був «син володимирського попа» «Сашко» (або можливо «Сачко»), який раніше працював у нацистській службі безпеки у Сарнах. Разом із групою колишніх поліцейських, яких німці спеціально для цього «звільнили» зі служби, та місцевих злочинців він почав нищити польське населення і тим самим спровокував конфлікт між місцевими українцями та поляками.
Разом з тим, у наступних виданнях ця частина спогадів Вершигори, ймовірно під впливом цензури, зазнала суттєвих редагувань. Були вилучені майже всі згадки про вбивство українського населення поляками. Вбивство цивільного населення — приписано «фашистсько-націоналістичним бандитам» та українським націоналістам.
Епізод зі знищенням лісового хутора також згадував у своїй книзі начальник розвідки загону Ковпака Іван Бережний. Він вказував, що мешканців хутора — поляків зарубали сокирами та вказував: «виявилося, там похазяйнували націоналісти». Проте, що це були за «націоналісти», Бережний не пояснив.

### Спогади Вітольда Колодинського

#### Версія 1991 року
За свідченнями колишнього мешканця Парослі Вітольда Колодинського, записаними у 1991 році, вранці 9 лютого 1943 року до Парослі зайшов загін з кільканадцяти осіб. Вони представилися радянськими партизанами (partyzantką ruską) та зажадали їжі.
Керівник загону разом з полоненими (кількома так званими «козаками») та вартовими розмістився у помешканні Колодинських. Після обіду полонених допитали та вбили ударами сокири. Потім прибульці запропонували мешканцям будинку зв'язати їх, щоб убезпечити від можливої помсти німців, примусили лягти на підлогу обличчям униз, а далі так само зарубали сокирами.
Колодинський наводить опис полонених «козаків», самих прибульців, а також їхнього керівника. За його словами незнайомці «одягнуті були дуже по-різному. Найбільше було їх у свитах. На головах мали шапки зі значками. Багато з них були накриті ковдрами. Деякі мали на собі довгі плащі. Всі мали пояси. Чоботи мали різноманітні.
Частина була вдягнута у постоли. Зброя у них була різна: карабіни, автомати (знав про них від родичів), дробовики, гранати, за поясом сокири та ножі. Деякі мали замість зброї піки».

#### Версії 2012 та 2013 років
Версія спогадів Вітольда Колодинського, опублікована у 2012 році у збірнику спогадів колишніх польських мешканців Волині та Галичини, в основному збігається із його свідченнями 1991 року, однак у окремих місцях суттєво відрізняється у деталях.
Так, описуючи у своїх свідченнях 1991 року появу нападників у хаті, Колодинський зазначає: «Невдовзі, відведено Козаків до спальні, і варту, щоб їх пильнувати. Козаки одягнуті були у військові шинелі сіро-зеленого кольору. На головах мали шапки у формі конуса. Чоботи мали шнуровані».
У своїх спогадах у 2012 році Колодинський описує «козаків» (в цьому варіанті називаючи їх «власовцями») по-іншому: «Потім нанесли соломи до спальні, й далі там власовців, роздягнутих, тільки в спідньому, босих, у штанях і сорочках. А то було дев'ятого лютого!». Схожим чином він описує ситуацію у статті польського журналу «Newsweek Historia» у 2013 році: «завели шістьох бранців, власовців, у штанях та сорочках, босих».
Розповідь про дії нападників у свідченнях 1991 року звучить так: «Тоді командир сказав: „То ми, партизани, воюємо за вашу свободу, а ти нам солонини шкодуєш?“. Наказав „сотникові“ забрати батька до великої кімнати, сам теж туди пішов, і батька було побито. У той момент я вискочив з помешкання та побіг у напрямку стодоли (була там схована зброя). За мить схопив мене „сотник“ за комір, побив, вибивши передні зуби, закривавленого тримав при собі у хаті. Приблизно за півгодини вийшов побитий батько з опущеною головою, і не озивався потім ні до кого».
Деталі того самого епізоду у спогадах 2012 року Колодинський подає так: «Пішов українець, приніс діжку з солониною, погрожує: „За це будеш битий“, і забрали батька до великої кімнати. Як батька забрали, то я з печі зірвався і хотів до Майдану добігти, два кілометри, а то чисте поле, сніг. Вискочив один за мною, схопив мене за комір і повернув назад. Батько теж прийшов, але нічого не казав».
У свідченнях 1991 року Колодинський лише констатує факт, що нападники представилися радянськими партизанами. У статті польського журналу «Newsweek Historia» у 2013 році він зазначає, що нападники «повідомили, що є радянськими партизанами, що воюють з німцями. Але хто б їм там повірив. Одразу було відомо, що українці».

### Спогади Зоф'ї Ґжесяк
За твердженням Ґжеґожа Мотики, Зофія Ґжесякова була єврейкою, одруженою з поляком, яка у лютому 1943 року переховувалася у селі Білятичі (тепер Сарненського району Рівненської області). На другий день після подій у Парослі вона пішла по молоко до «овдовілої сусідки, у якої син теж пішов на вправи», та:
|  | Тут таки при виході з хати помітила щось таке, від чого у мене волосся стало дибки на голові. На лаві біля другої стіни стояло кілька пар жіночого шнурованого взуття, яке носили Мазурки. На вішалці висіло кілька чорних убрань, а діти били один-одного по голові однаковими ложками. Загадку розв'язано. Трофім повернувся з кривавого походу, а діти бавилися трофеями. Побігла, як очманіла, додому (...) чи повбивали поляків, які були на вправах. |

### Спогади Станіслава Шумського
За свідченнями колишнього мешканця колонії Тур Станіслава Шумського, записаними у 1985 році:
Перше жорстоке вбивство великої кількості польського населення мало місце 10 лютого 1943 р. Відбулося то наступним чином — до села Паросля, ґм[іна] Антонівка, пов[іт] Сарни (10 лютого 1943 р.) прибув великий загін, який представився радянськими партизанами. Відділ той населення Парослі зустріло дуже радо та сердечно. Почастували їх їжею та алкоголем. Під час від'їзду ці партизани повідомили, що мусять (для добра людей) їх зв'язати, бо якщо дізнаються німці, можуть їх розстріляти, щоб помститися за те, що у них гостювали радянські партизани, і про це їх [німців] не повідомили. Польське населення, повіривши їм, дозволило зв'язати себе мотузками. Тут треба вказати, що в той час німці зобов'язували населення, яке мешкало поблизу залізничних колій, наглядати за коліями, і якщо партизани мінували колії, то охоронців прив'язували до дерев, і в такому випадку німці часто відпускали вартових. Це єдине пояснення, що люди добровільно без опору дозволили себе зв'язати. Коли були вже цілі родини та люди з інших сіл, які в той день прибули до [колонії] Парослі, зв'язані мотузками, перейшли до різанини. У варварський спосіб вбивали від кількаденних немовлят до найстаріших осіб, сокирами, лопатами та іншим знаряддям було знищено ціле село.

### Спогади Юрія Бондарука
За спогадами для одного з польських видань у 2013 році мешканця села Жовкині, яке знаходилося неподалік Парослі, Юрія Бондарука: «Того дня вийшла з лісу велика юрба, сто, може двісті. Обдерті, в шкіри загорнуті, у постолах, як дикуни. Мали сокири, списи, ножі, кілька пістолетів і дробовиків, навіть баби йшли з ними […].А хто там знає, УПА чи не УПА. Різних тоді по лісах було повно — червоних, бульбівці, упівців… Люди на них по-простому казали — збройні. Взяли кількох хлопців з села за провідників і вирушили на Парослю».
Далі він зі слів неназваних односельців розповів, як прибульці у Парослі зарубали сокирами полонених, а потім і мешканців колонії.
В іншому інтерв'ю українському виданню Бондарук описує події інакше: «[…] запам'ятав, як на наш хутір прийшли вранці якісь чоловіки і жінки зі зброєю. Поїли, помолилися та й пішли кудись. Потім стало відомо: хтось порубав жителів Парослі…
Чув, як мій дід якось балакав з сусідом. Подейкували, що ті, озброєні, послали у Парослю своїх розвідників, а їх там місцеві вбили чи щось таке […]. Яка там форма! Хто у чому: хто у постолах, хто у маринарці, хто у куфайці, як звичайні мужики, але всі зі зброєю».
В інтерв'ю польській «Газеті Виборчій» Бондарук розповів, що незнайомці проходили повз Жовкині, а він з групою дітлахів побіг за ними та підглядав з лісу, аж поки не пролунали перші крики, і тоді хлопці втекли.

### Спогади інших мешканців Володимирецького району
За словами Андрія Томаха, люди в Жовкині — селі поблизу колишньої Парослі — гадали, що сотня з Володимирця вислала в напрямку колонії двох вершників у розвідку.
Вони не повернулися, бо їх убили поляки з Парослі. «Так мало бути, — наполягає Томахо. — Навколо Жовкині та поблизу Антонівки багато польських колоній було — Видимер, Теребуня, Суня, Переспа… І тільки Парослю вирізали […]. У інших місцях не різали. Тільки в Парослі, через тих розвідників».

Інший мешканець Жовкинів Петро Макаренко стверджував, що
...українців у Парослі не чіпали, приїхали на січкарню різать солому. То українців, хто був з селян українців у Парослі, то тих пов'язали і держали, поки село не знищили. Аж тоді відпустили українців.
Якби то була совєтська партизанка, вони би всіх подряд били, українців вони б не оставили нізащо… Село винищили, тоді розв'язали їм руки в той клуні, де січкарня стояла, і одпустили.
Володимир Савонік, колишній голова Володимирецької районної адміністрації, а до того завідувач краєзнавчим музеєм, розповідав, що «упівці в ніч на 7 лютого брали Володимирець, а 9 лютого готували засідку на гарнізон у Дубровиці. Найімовірніше, Парослю вони минули перед боєм за Володимирець. Є версія, що польське населення насправді знищили переодягнені радянські диверсанти спільно з польськими перебіжчиками».
Однак усі троє оповідачів не були безпосередніми очевидцями подій та переповідали про них з чужих слів.

### Спогади Данила Антипця
Зв'язковий ОУН Данило Антипець пригадує, що отримав наказ дізнатися у Володимирці про долю арештованого німцями підпільника. Дорогою він почув від машиністів у поїзді про винищення колонії Паросля.
Антипець зазначає, що «до вбивства жителів Парослі там у Парослі загинуло два наших зв'язкових. Там жили польські офіцери, колишні легіонери, був центр Армії Крайової».

### Показання Петра Василенка
У показаннях Петра Василенка говориться, зокрема, що:
|  | Действовала наша банда все время в Ровенской и Волынской областях. Там наша сотня под командованием Корзюка Федора из Волынской области по кличке «Кора» уничтожила два селения около 300 дворов (сожжено) - селение Галы и селение Паросля Владимирецкого района Ровенской области. Все польское население вплоть до грудных детей было уничтожено (вырезано и порубано). Я лично там застрелил 5 поляков, которые убегали в лес. |

### Спогади Степана Бакунця («Грушки»)
У своїх спогадах ветеран УПА Степан Бакунець (Олександр Шмалюх; псевдо «Грушка»), який брав участь у нападі сотні «Коробки» на Володимирець та у наступних операціях сотні, категорично заперечив припущення щодо перебування сотні після акції у Парослі, участь у знищенні населення колонії та узагалі причетність сотні до будь-яких каральних акцій. Він стверджував, що після нападу на Володимирець сотня під командуванням Григорія Перегіняка вирушила у напрямку села Золоте, де вступила у бій з німцями, а після цього вирушила далі на село Смородськ. За його словами сотня навіть не знищила полонених поляків, які працювали на німецьку окупаційну владу у Володимирці.

### Документальні джерела

#### Документи польського підпілля
У рапорті Округу Армії Крайової «Волинь» за 20 квітня 1943 року напад на Парослю приписують бульбівцям. Його автор зазначає, що: «Гайдамацька акція бульбівців, яку розпочали банди Тараса Бульби (псевдо Боровець) в кінці лютого 1943 року у Сарненському повіті, сягнувши найбільшого розмаху у масових вбивствах у повітах Сарненському та Костопільському (Поросля — 27 родин), Ліпники — 170 л[юдей], Гіполітівка — 40 л[юдей], околиці Деражного — 150 л[юдей], далі ніби тимчасово згасла».
У описі випадків в Гуті Степанській та її околицях з матеріалів Департаменту інформації та преси Делегатури уряду в державі, складених ймовірно у серпні 1943 року, зазначається, що: «У кількох днях по тому, 10 лютого стався вже значно більший напад на містечко Паросля, у якій мешкали самі поляки. В колонії було близько 20 будинків.
Через те, що німці здійснювали репресії проти місцевих мешканців, у яких перебували радянські диверсанти, банда по прибуттю до того містечка запропонувала мешканцям себе зв'язати, і у такий спосіб під приводом, що були зв'язані диверсантами, уберегтися від німецьких репресій.
Коли вже всі мешканці були зв'язані, банда кинулася на них і вимордувала усіх мешканців у нелюдський спосіб».
У документі під назвою «Українська справа», складеному ймовірно у грудні 1943 року, зазначається, що: «Можна тільки встановити, що групові вбивства почалися на півночі, у Сарненському та Костопільському повітах, де діяв, головним чином, так званий Тарас Бульба, що представлявся головним командиром української народної армії. У керівництві його підрозділів, можливо, були колишні петлюрівські офіцери. У Сарненському повіті ще в лютому сталося перше масове вбивство 17 польських і 5 українських родин з села Поросля поблизу Антонівки. […] Польська думка схильна визнавати більшовиків підбурювачами та таємними керівниками всіх акцій. Діючи у тіні, вони вплинули на початок поширення Бульбою і ОУН гасел щодо мордуван¬ня поляків. Такі наміри у середовищі більшовиків відповідали змісту повідомлення ТАСС, яке проголошувало захист українського населення від загарбницьких планів Польщі. Особливо треба підкреслити, що лише після повідомлення ТАСС почалися масові вбивства поляків».

#### Документи радянських партизанів
У повідомленні командира одного з радянських партизанських загонів Михайла Корчева Антону Бринському, складеному ймовірно у лютому 1943 року, зазначається, що: «У районі Висоцьк, Домбровиця та Володимирець почали діяти націоналісти. Керівник цих районів мені відомий: Висоцьк — керує Савицький, секретар районної управи, Думбровиця — Пінькевич — син попа, Володимирець — Супоркевич — син попа — українець 37 років, чорний, лисий, має 150 людей.
Діє 9.2.43 року в сел[і] Поросня (польська колонія). 4 години знищив 180 люд[ей] поляків. Били сокирами, Володимирецький район. Цього ж числа в один час у селі Сохи Домбровицького району знищено 30 родин поляків. За всією вірогідністю з цієї партії. Зараз його загін знаходиться в районі Думбровиць—Сарни».
За повідомленням керівників партизанського руху на Рівненщині до Українського штабу партизанського руху від 25 лютого 1943 року: «У Ровенській області українські націоналісти розпочали активні дії. 9 лютого у селі Поросня Володимирського району націоналісти знищили 21 родину поляків, у селі Сохи Домбровицького району знищили 30 родин поляків і групу партизан — 11 чол».
У звіті на початку квітня 1943 року зазначається, що «українські націоналісти почали масовий терор проти польського населення. У селах Березине, Чайкове, Поросля Володимирецького та Висоцького районів вирізали повністю населення і спалили понад 200 дворів».
У доповідній записці Микиті Хрущову наприкінці травня 1943 року командири партизанських загонів Рівненщини відзначають масовий терор «націоналістів» по відношенню до польського населення і сіл. Також повідомлялося, що «в селі Поросля знищена 21 польська родина».
У доповіді керівника підпільного обкому Рівненщини Василя Бегми за квітень 1944 року зазначається, що «9 січня в селі Поросля Володимирського [в оригіналі „Владимирского“, правильно „Володимирецького“ — С. Р.] району бульбівці вирізали все польське населення».

## Версії польських дослідників щодо винуватців за вбивство населення Парослі
За твердженням польського дослідника Ґжеґожа Мотики населення колонії Паросля було знищено 9 лютого 1943 року сотнею УПА під командою «Довбешки-Коробки» (Григорія Перегіняка).
За версією Владислава та Еви Сємашків знищення Парослі було здійснено загонами бульбівців.
За версією польського дослідника Владислава Філяра знищення Парослі було здійснено сотнею УПА під командою «Кори» (Федора Корзюка).
За версією польського журналіста Едварда Пруса Парослю знищено загоном УПА під проводом сотника Гриця та німецького оберлейтенанта Фішера. У передмові до іншої його книги вказується, що вбивство мешканців Парослі здійснено загоном УПА під командуванням сина священника Петра Нетовича.
У сучасній польській істориографії є поширеною теза, що напад на Парослю був початком «антипольських» дій УПА на Волині.

## Контраргументи українських дослідників

### Заперечення Івана Патриляка проти версії Ґжеґожа Мотики
Український історик Іван Патриляк ставить під сумнів причетність сотні УПА під командою «Довбешки-Коробки» (Григорія Перегіняка) до подій у Парослі та заперечує версію Ґжеґожа Мотики, висуваючи власні контраргументи. У своїй рецензії на дослідження Мотики «Ukraińska partyzantka 1942—1960: działalność Organizacji Ukraińskich Nacjonalistów i Ukraińskiej Powstańczej Armii», він пише, зокрема, що:
|  | Головним доказом того, що на Парослю напала сотня Перегіняка, є - за Мотикою - протокол допиту Петра Василенка від 15 травня 1944 року. Вважаю, що до документів такого роду слід ставитися дуже обережно, пам'ятаючи, що під час допитів, проваджуваних радянськими енкаведистами, люди підписували найфантастичніші свідчення. Аналізуючи текст протоколу, варто зауважити, що він не може повністю відповідати словам арештованого. Наприклад, чому Василенко, говорячи про сільську самооборону, називає її не самообороною, а якоюсь «тиловою армією українських націоналістів»? Ймовірно тому, що на цьому наполягав слідчий, аби надати більшої значимості «розроблюваному» ним «об'єкту». Далі арештований свідчить, що начебто він теж був членом самооборони (або «тилової армії») до моменту свого арешту у 1944 році. Потім стверджує, що не був призваний до Червоної армії, позаяк був у «банді» у володимирецькім лісі. Важко зрозуміти, де ж він був насправді - у сотні УПА (за радянською термінологією: у «банді») чи у самообороні? Інший фрагмент (якщо вірити матеріалам допиту) схиляє до думки, що Василенко був у сотні «Кори» (Корзюка), яка знищила польські колонії Гали та Парослю. Однак, він не згадує про сотню «Довбешки-Коробки» (Перегіняка), і так само не говорить, коли ці колонії було знищено. З даних, наведених у монографії на сторінці 342, видно, що польське село Гали (у якому діяла польська самооборона) зазнало нападу сотні «Кори» у ніч з 16 на 17 липня 1943 року. Через це є незрозумілим, чому Василенко згадував про колонію Паросля після села Гали, а не навпаки? Можна припустити, що слідчий самостійно "дописав" до зізнання напад на Парослю, адже Василенко повинен був пам'ятати, коли та у спаленні якої колонії брав участь. |

Крім того Іван Патриляк висловлює сумнів у тому, що сотня «Коробки», яка 7 лютого 1943 року брала участь у нападі на Володимирець, ще попутно палила польські села. Зазначена сотня налічувала тоді близько 70 чоловік, з яких 30 були озброєні крісами (гвинтівками), а решта — пістолетами і ручними гранатами. Зрозуміло, що за такого озброєння вони не могли бути потужною бойовою одиницею.
То ж, як пише далі Патриляк сотні, після нападу на Володимирець, під час якого було атаковано німецький штаб та жандармерію, потрібно було навпаки відійти якнайдалі від місця подій, щоб уникнути німецького переслідування та знищення, а не йти вирізувати сусіднє село на південному заході, що знаходилося досить близько від німецьких центрів дислокації.
Як відомо, 21 лютого 1943 року сотню «Коробки» німецькі каральні сили оточили у районі села Висоцьк на півночі Рівненщини біля Білорусі, а 22 лютого на неї відбулася атака. Таким чином, зрозумілою є логіка дій вояків загону Перегіняка — вони намагалися сховатися та пересидіти переслідування німецької каральної акції, для чого після нападу на Володимирець відійшли на 50 кілометрів на північ у поліські болота. Село Висоцьк, поблизу якого сотню було атаковано німцями, знаходиться поблизу великого лісового масиву та боліт, є ідеальним місцем для укриття та «перечікування» німецької погоні.
Тому, на думку Патриляка, питання про те, яка саме структура є відповідальною за убивство мешканців Парослі, потребує додаткового дослідження.

### Заперечення Володимира В'ятровича проти версії Ґжеґожа Мотики
Історик Володимир В'ятрович, загалом, погоджуючись з аргументами Івана Патриляка, висуває ряд додаткових аргументів проти версії Ґжеґожа Мотики. Зокрема, у своїй книзі «Друга польсько-українська війна. 1942—1947» він пише про те, що:
|  | жодних аргументованих підтверджень участі вояків "Довбешки" в акції у Парослі Мотика не подає. Версія опирається на кілька непрямих спогадів та один документ, який викликає більше запитань, аніж дає відповідей. Польський дослідник покликається на свідчення українського повстанця Петра Василенка, який вказує, що село Паросля було знищено упівцями, але сотнею під командою «Кори», а не «Довбешки», котрий очолював акцію на Володимирець. Із документів УПА-Північ дізнаємося, що «Кора» - це Мельник Макар, сотня якого справді діяла у Володимирецькому районі, але розпочала свою діяльність лише у серпні 1943 року. У наведених свідченнях ніде немає точної хронологічної прив'язки, яка дала б зрозуміти, що мова йде саме про лютий 1943 року. Отож, у цьому документі маємо справу з помилкою або щодо місця проведення акції, або щодо учасників; окрім того, поданої інформації недостатньо, аби точно локалізувати її в часі. Тому вважати ці свідчення надійним джерелом, напевно, не варто. |

### Версія Івана Пущука
Дослідник Іван Пущук стверджує, що Парослю було знищено загоном радянських партизанів, які прибули до колонії разом з зібраною у навколишніх селах групою конокрадів, відомою ще за часів міжвоєнної Польщі. Після пиятики у Парослі радянські партизани, погрожуючи зброєю, змусили конокрадів винищувати польських мешканців колонії.
Як зазначає Пущук:
|  | Свідків цього всього майже не залишилося. Але виявлено чоловіка, який там був того дня, очевидно серед конокрадів. Він розповідає, що радянські партизани змушували його вбивати поляків. Він відмовився і сказав, що не буде вбивати сусідів. Тоді його почали бити до того моменту, поки він не втратив свідомість. Очевидно, партизани вважали, що він мертвий і покинули його. От такі свідчення є про вбивць того села. Вся околиця скоро довідалася про злочин в Парослі. |

### Заперечення Сергія Рябенка проти версій польських дослідників
Дослідник та працівник Українського інституту національної пам'яті Сергій Рябенко у статтях, присвячених подіям у Парослі, проаналізував основні версії польських дослідників та існуючі джерела.
Зокрема, дослідник стверджує, що спогади Собесяка написані у публіцистичній формі та містять багато неточностей у деталях. Так, наприклад, Собесяк згадує про «криваве сяйво» над Парослею, яке спочатку було сприйнято за напад німців на Гуту Степанську. Проте на думку дослідника малоймовірно, що з того місця, де перебували партизани, вони могли побачити заграву в Парослі, та ще й сприйняти це за Гуту Степанську, яка розташовувалася майже в 30 кілометрах на південь.
Сотня «Коробки», яка щойно здійснила напад на німецький гарнізон у Володимирці, навряд чи стала б палити розташовану неподалік колонію. Перегіняк мав би розуміти, що заграва чи дим пожежі неодмінно привернуть увагу німців і розкриють подальший напрямок руху його загону. В іншому місці Собесяк згадує про присутність у складі бандерівської сотні німецького обер-лейтенанта Фішера. Цього у лютому 1943 року не могло бути. Також згадується про переговори навесні того ж року на території Волині з «представниками УГВР», але насправді Українська головна визвольна рада виникла лише у 1944 році. Собесяк наводить слова командира нападників до своїх підлеглих: «Ви перші в ім'я великої УПА почали криваву, святу війну проти ляхів і москалів», хоча у лютому 1943 року бандерівські загони ще не використовували назву УПА. Командира повстанської сотні Собесяк називає «сотник Гриць», однак Перегіняк ніколи подібного псевдо не мав, а справжніми іменами в ОУН та УПА за таких обставин не послуговувалися. Також у жодних джерелах не згадується курінний УПА або керівник підпілля ОУН на території Рівненщини на псевдо чи прізвище «Конотопчук».
Щодо згадок у повідомленні Корчева про керівника нападників «сина попа Супоркевича», дослідник зазначає, що мова може йти про сина священника Дем'яна Шиприкевича. Останній дійсно очолював підпілля ОУН на території Володимиреччині, однак ще у 1942 році разом зі своїм двоюрідним братом священником УАПЦ Геннадієм Шиприкевичем виїхав до Дніпра. Тому в лютому 1943 року Шиприкевич не міг ані очолювати Володимирецький провід ОУН, ані керувати повстанськими загонами на цій території. У доповідних командирів радянських партизанів з Рівненщини за травень 1943 року керівником Володимирецького проводу ОУН також вказана зовсім інша особа — Андрій Муха.
Також дослідник вказував на ряд суперечностей у спогадах Вітольда Колодинського, Юрія Бондарука та Зоф'ї Ґжесяк, які на його думку не дозволяють некритично ставитися до їхньої ідентифікації нападників на Парослю та деталей нападу. Свідчення повстанця Петра Василенка, на його думку стосуються нападу на іншу однойменну колонію Паросля ІІ, яка дійсно була знищена бандерівцями, однак не у лютому, а улітку 1943 року за інших обставин.
Дослідник також проаналізував версію про причетність до нападу загону Петра Нетовича, зазначивши, що «жодного джерела походження своєї інформації він [Генрик Янковський — автор передмови до книги Едварда Пруса] також не наводив. У відомих на сьогодні повстанських або радянських документах командира УПА або члена ОУН на Володимиреччині з таким прізвищем або псевдо виявити не вдалося. Немає на нього кримінальної справи у архівах колишніх комуністичних спецслужб. І так само про існування Петра Нетовича не відомо жодному з дослідників українського визвольного руху на Рівненщині та Волині, з якими мені доводилося спілкуватися. Тож очевидно маємо справу або з помилкою у прізвищі, або з вигаданим персонажем, який насправді не мав стосунку до Парослі. А поширення однієї і тієї самої „цитати“ про загін Нетовича на російських пропагандистських ресурсах в умовах триваючої війни на сході України надто вже нагадує спрямований інформаційний вкид».
Тому наразі на думку дослідника для відповіді на питання про винуватців вбивства населення Парослі слід продовжити дослідження та пошуки документів у архівах радянських спецслужб.

## Кількість загиблих і подальша доля Парослі
За різними даними під час нападу на Парослю загинули від 149 до 173 осіб (від 17 до 21 родин).
У подальшому опустілі будинки мешканців Парослі були спалені.